# Rambergsvallen
Rambergsvallen (uttalas Rammbergsvallen där förleden ”ram” - ramn - är ett äldre ord för fågeln korp, vilket uttalades med kort a), var en fotbolls- och friidrottsanläggning i stadsdelen Rambergsstaden, på Hisingen i Göteborg. Publikkapaciteten var 7 000 personer (5 000 personer år 1956), men publikrekordet på arenan var 8 379 personer. Rambergsvallen var BK Häckens hemmaplan i fotboll för herrar. Under 2014 revs arenan för att ersättas av en nybyggd arena på samma plats, Bravida Arena, som färdigställdes och invigdes under 2015.
Anläggningen uppfördes som statskommunalt reservarbete och invigdes den 18 augusti 1935. Sitt slutliga utseende fick vallen efter nybyggnad av norra läktaren 1979 och huvudläktaren 1983.

## Fotboll
Rambergsvallen användes för allsvensk fotboll av BK Häcken. Laget spelade dock på dispens från Svenska Fotbollförbundet för att arenan inte höll allsvensk standard enligt förbundets regler. BK Häcken hyrde anläggningen vid match. Intäkterna till Idrotts- och föreningsförvaltningen för anläggningen var reglerad i kommunens beslut om taxor för uthyrning. Anläggningen användes även i viss utsträckning av andra fotbollsklubbar på Hisingen.

## Friidrott
Utöver fotbollen användes Rambergsvallen för friidrott med IF Kville som huvudsaklig brukare samt av närliggande skolor vid exempelvis idrottsdagar. Rambergsvallen var även bas för Idrotts- och föreningsförvaltningens övriga anläggningar på Hisingen med garage, förråd och personalutrymmen. Driftmässigt hängde anläggningen ihop med Rambergsrinken (ishall) och Lundbybadet. Verksamheten på anläggningen bestod mot slutet till ca 90 % av uthyrning till skolorna för deras friidrott. Därutöver fanns viss friidrottsverksamhet men den kom alltmer att koncentreras till Björlandahallen.

## Nybyggnation
Göteborgs kommun beslutade i början av 2014 att ersätta Rambergsvallen med en modern arena. Målet var att skapa en funktionell, modern arena med plats för 7000 åskådare, vilket uppfyller Svenska Fotbollförbundets krav för en allsvensk arena. Rambergsvallen fick inte användas i Allsvenskan 2014 på grund av att den inte uppfyllde de nya kraven. Häcken spelade därför 2014 och halva 2015 på Gamla Ullevi. Sommaren 2015 blev den helt nybyggda arenan Bravida Arena klar. Även denna arena ägs av kommunen via fastighetsbolaget Higab. 

## Panoramabild
|  |